# Reino Unido en los Juegos Paralímpicos de Atlanta 1996
El Reino Unido estuvo representado en los Juegos Paralímpicos de Atlanta 1996 por un total de 248 deportistas, 165 hombres y 83 mujeres.

## Medallistas
El equipo paralímpico británico obtuvo las siguientes medallas:
| Nombre | Deporte                       | Evento                               |
| --- | ----------------------------- | ------------------------------------ |
| Oro |                               |                                      |
| Caroline Innes | Atletismo                     | 100 m T34-35 femenino                |
| Tanni Grey | Atletismo                     | 800 m T52 femenino                   |
| Stephen Payton | Atletismo                     | 100 m T37 masculino                  |
| Stephen Payton | Atletismo                     | 200 m T37 masculino                  |
| Stephen Payton | Atletismo                     | 400 m T37 masculino                  |
| Noel Thatcher | Atletismo                     | 5000 m T11 masculino                 |
| Noel Thatcher | Atletismo                     | 10 000 m T11 masculino               |
| Nigel Bourne | Atletismo                     | 200 m MH masculino                   |
| Nigel Bourne | Atletismo                     | Salto de longitud MH masculino       |
| David Holding | Atletismo                     | 100 m T53 masculino                  |
| Kenny Churchill | Atletismo                     | Jabalina F36 masculino               |
| Stephen Miller | Atletismo                     | Maza F50 masculino                   |
| Vera Moore | Bolos sobre hierba            | Individual LB2 femenino              |
| Irene Cheer | Bolos sobre hierba            | Individual LB3-5 femenino            |
| Rosa Crean | Bolos sobre hierba            | Individual LB7/8 femenino            |
| William Curran | Bolos sobre hierba            | Individual LB2 masculino             |
| Samuel Shaw | Bolos sobre hierba            | Individual LB3-5 masculino           |
| Alan Lyne | Bolos sobre hierba            | Individual LB7/8 masculino           |
| Joanna Jackson | Hípica                        | Doma individual grado IV mixto       |
| Joanna Jackson | Hípica                        | Kur Canter grado IV mixto            |
| Equipo | Hípica                        | Doma por equipos clase abierta mixto |
| Sarah Bailey | Natación                      | 100 m braza SB10 femenino            |
| Sarah Bailey | Natación                      | 100 m espalda S10 femenino           |
| Sarah Bailey | Natación                      | 200 m estilos SM10 femenino          |
| Tracy Wiscombe | Natación                      | 50 m libre MH femenino               |
| Tracy Wiscombe | Natación                      | 100 m libre MH femenino              |
| Jeanette Esling | Natación                      | 100 m libre S6 femenino              |
| Melanie Easter | Natación                      | 400 m libre B2 femenino              |
| Emily Jennings | Natación                      | 200 m estilos SM9 femenino           |
| Margaret McEleny Jane Stidever Jennifer Booth Jeanette Esling | Natación                      | 4 × 50 m libre S1-6 femenino         |
| Christopher Holmes | Natación                      | 50 m libre B2 masculino              |
| Christopher Holmes | Natación                      | 100 m libre B2 masculino             |
| Christopher Holmes | Natación                      | 100 m espalda B2 masculino           |
| James Anderson | Natación                      | 50 m espalda S2 masculino            |
| James Anderson | Natación                      | 100 m libre S2 masculino             |
| Giles Long | Natación                      | 100 m mariposa S8 masculino          |
| Jody Cundy | Natación                      | 100 m mariposa S10 masculino         |
| Deanna Coates | Tiro                          | Rifle de aire de pie SH1 femenino    |
| Simon Jackson | Yudo                          | –86 kg masculino                     |
| Plata |                               |                                      |
| Tanni Grey | Atletismo                     | 100 m T52 femenino                   |
| Tanni Grey | Atletismo                     | 200 m T52 femenino                   |
| Tanni Grey | Atletismo                     | 400 m T52 femenino                   |
| Janice Lawton | Atletismo                     | Peso F32-33 femenino                 |
| Mark Farnell | Atletismo                     | 10 000 m T12 masculino               |
| Mark Farnell | Atletismo                     | Maratón T12 masculino                |
| Andrew Curtis | Atletismo                     | 200 m T10 masculino                  |
| John Nethercott | Atletismo                     | 800 m T37 masculino                  |
| Robert Matthews | Atletismo                     | 1500 m T10 masculino                 |
| Paul Williams | Atletismo                     | Jabalina F34/37 masculino            |
| Gary Gardner | Atletismo                     | Jabalina F35 masculino               |
| James Richardson | Atletismo                     | Maza F50 masculino                   |
| David Dudley | Atletismo                     | Peso F54 masculino                   |
| Alan Earle | Atletismo                     | Salto de altura F42-44 masculino     |
| David Bramley Steven Caine Mark Cheaney Calum Gordon Joseph Jayaratne Daniel Johnson Simon Munn Garry Peel Colin Price Nigel Smith Malcolm Tarkenter Anthony Woollard | Baloncesto en silla de ruedas | Torneo masculino                     |
| Joyce Carle Zoe Edge | Bochas                        | Dobles C1 wad mixto                  |
| Penny Tyler | Bolos sobre hierba            | Individual LB2 femenino              |
| David Heddle | Bolos sobre hierba            | Individual LB3-5 masculino           |
| George Wright | Bolos sobre hierba            | Individual LB7/8 masculino           |
| Dianne Tubbs | Hípica                        | Doma individual grado I mixto        |
| Elizabeth Stone | Hípica                        | Doma individual grado III mixto      |
| Patricia Straughan | Hípica                        | Doma individual grado IV mixto       |
| Margaret McEleny | Natación                      | 50 m braza SB3 femenino              |
| Margaret McEleny | Natación                      | 150 m estilos SM4 femenino           |
| Elaine Barrett | Natación                      | 100 m braza B2 femenino              |
| Elaine Barrett | Natación                      | 200 m braza B2 femenino              |
| Jeanette Esling | Natación                      | 50 m libre S6 femenino               |
| Sarah Bailey | Natación                      | 400 m libre S10 femenino             |
| Melanie Easter Kirsty Stoneham Leanne Edmans Janice Burton | Natación                      | 4 × 100 m libre B1-3 femenino        |
| Sascha Kindred | Natación                      | 100 m braza SB7 masculino            |
| Andrew Lindsay | Natación                      | 100 m espalda S7 masculino           |
| Marc Woods | Natación                      | 100 m espalda S10 masculino          |
| James Anderson | Natación                      | 50 m libre S2 masculino              |
| Alan McGregor | Natación                      | 100 m libre S2 masculino             |
| Kenneth Cairns | Natación                      | 50 m mariposa S3 masculino           |
| Ian Sharpe | Natación                      | 100 m mariposa B3 masculino          |
| Tim Reddish | Natación                      | 200 m estilos B1 masculino           |
| Christopher Holmes | Natación                      | 200 m estilos B2 masculino           |
| Giles Long Shaun Uren Paul Noble Marc Woods Iain Mathew | Natación                      | 4 × 100 m estilos S7-10 masculino    |
| Neil Robinson | Tenis de mesa                 | Individual 3 masculino               |
| Deanna Coates | Tiro                          | Rifle 3 × 20 m SH1 femenino          |
| Anita Chapman | Tiro de arco                  | Individual de pie femenino           |
| Bronce |                               |                                      |
| Nicola Jarvis | Atletismo                     | 100 m T53 femenino                   |
| Nicola Jarvis | Atletismo                     | 200 m T53 femenino                   |
| Alice Basford | Atletismo                     | Salto de longitud F42-46 femenino    |
| Paul Williams | Atletismo                     | 100 m T32 masculino                  |
| Paul Williams | Atletismo                     | Disco F34/37 masculino               |
| Andrew Curtis | Atletismo                     | 100 m T10 masculino                  |
| Paul Hughes | Atletismo                     | 100 m T34 masculino                  |
| David Holding | Atletismo                     | 200 m T53 masculino                  |
| Kenneth Colaine | Atletismo                     | 200 m MH masculino                   |
| Richard Collins | Atletismo                     | 400 m T34-35 masculino               |
| Mark Brown | Atletismo                     | Maratón T42-46 masculino             |
| Kevan Baker | Atletismo                     | Disco F55 masculino                  |
| Mark Whiteley | Atletismo                     | Jabalina F11 masculino               |
| Daniel West | Atletismo                     | Peso F32-33 masculino                |
| Kenny Churchill | Atletismo                     | Peso F36 masculino                   |
| Stephen Payton Richard Collins Mark Newton Gordon Robertson | Atletismo                     | 4 × 100 m T34-37 masculino           |
| Mary Elias | Bolos sobre hierba            | Individual LB7/8 femenino            |
| Keith Brenton | Bolos sobre hierba            | Individual LB7/8 masculino           |
| Dianne Tubbs | Hípica                        | Kur Trot grado I mixto               |
| Anne Dunham | Hípica                        | Kur Trot grado II mixto              |
| Anthony Peddle | Levantamiento de potencia     | –48 kg masculino                     |
| Margaret McEleny | Natación                      | 50 m libre S5 femenino               |
| Margaret McEleny | Natación                      | 100 m libre S5 femenino              |
| Margaret McEleny | Natación                      | 200 m libre S5 femenino              |
| Janice Burton | Natación                      | 50 m libre B1 femenino               |
| Janice Burton | Natación                      | 100 m mariposa B1 femenino           |
| Jane Stidever | Natación                      | 50 m espalda S5 femenino             |
| Victoria Broadribb | Natación                      | 50 m libre S2 femenino               |
| Sarah Bailey | Natación                      | 100 m libre S10 femenino             |
| Jeanette Esling | Natación                      | 200 m libre S6 femenino              |
| Margaret McEleny Jane Stidever Jennifer Booth Jeanette Esling | Natación                      | 4 × 50 m estilos S1-6 femenino       |
| Alan McGregor | Natación                      | 50 m espalda S2 masculino            |
| Tim Reddish | Natación                      | 100 m libre B1 masculino             |
| Christopher Fox | Natación                      | 400 m libre B3 masculino             |
| Marc Woods | Natación                      | 400 m libre S10 masculino            |
| Giles Long | Natación                      | 200 m estilos SM8 masculino          |
| James Rawson | Tenis de mesa                 | Individual 3 masculino               |
| James Rawson Neil Robinson | Tenis de mesa                 | Equipo 3 masculino                   |
| Anita Chapman Rebecca Gale Kathleen Smith | Tiro de arco                  | Equipo clase abierta femenino        |
| Ian Rose | Yudo                          | –86 kg masculino                     |
| Terence Powell | Yudo                          | –95 kg masculino                     |